# Jerzy Poskuta
Jerzy Waldemar Poskuta (ur. 29 maja 1931 w Częstochowie, zm. 11 stycznia 2012 w Warszawie) – polski biolog, profesor nauk przyrodniczych o specjalności fizjologia roślin, tytuł profesorski otrzymał w 1975.
Studiował na Uniwersytecie w Rostowie (1950–1955), w 1960 uzyskał na Uniwersytecie Warszawskim doktorat z nauk przyrodniczych. Od 1955 był pracownikiem Wydziału Biologii i Nauk o Ziemi, potem Wydziału Biologii Uniwersytetu Warszawskiego, długoletnim kierownikiem Zakładu Fizjologii Roślin. Należał m.in. do American Society of Plant Physiologists, Canadian Society of Plant Physiologists, Scandinavian Society of Plant Physiologists.